# تپه کولاب
تپه کولاب در شهرستان تایباد، بخش باخرز، دهستان بالا ولایت، جانب غربی روستای کولاب واقع شده و این اثر در تاریخ ۱۲ دی ۱۳۸۶ با شمارهٔ ثبت ۲۰۴۷۸ به‌عنوان یکی از آثار ملی ایران به ثبت رسیده است.